# Québécol
Le québécol (en anglais : quebecol) est un polyphénol isolé à partir du sirop d'érable. Sa formule brute est C24H26O7. Il porte le nom de 2,3,3-tri(3-méthoxy-4-hydroxyphényl)propan-1-ol.
L'analyse de l'eau d'érable (ne pas confondre avec la sève) avant sa transformation en sirop tend à démontrer que ce composant n'y est pas présent naturellement, mais se forme plutôt lors de l'extraction ou de la transformation.
Le composé a été nommé en l'honneur de la province du Québec, qui est responsable d'environ 80 % de la production mondiale de sirop d'érable (70 % en 2008).
La plupart du sirop d'érable est fabriqué à partir de l'eau de l'érable à sucre (Acer saccharum). N.P. Seeram et ses collègues de l'université de Rhode Island (Kingston) ont isolé un alcool phénolique inconnu du sirop, qu'ils ont nommé « québécol ». Selon eux, le québécol n'existe pas dans l'eau d'érable mais est formé lors de la production du sirop.